# 板桥车辆段
板桥车辆段，是成都地铁3号线的停车场和10号线的车辆段，位于成都市双流区东升街道环港路6号，3号线、10号线分别于2018年、2019年启用。17号线亦规划在此设置停车场。3号线、17号线和10号线场段自西向东依次沿西南-东北方向平行布置。

## 3号线停车场
位于3号线线路南端，于2018年随3号线二期工程启用。出入段线由双流西站站后引出，由地下转为地面后自西北侧接入停车场。

## 10号线车辆段
位于10号线线路中部，于2019年随10号线二期工程启用，是10号线唯一的车辆段（10号线一期工程仅设有金花线上检修库）。出入段线由双流西站北侧区间引出，由地下转为地面后自西南侧接入车辆段。

## 17号线停车场
位于17号线线路西端，预计随17号线九江北站至双流西站区间开通启用。出入段线由双流西站站后引出，由地下转为地面后，自3号线、10号线出入段线之间接入停车场。